# Galerina caulocystidiata
Galerina caulocystidiata är en svampart som tillhör divisionen basidiesvampar, och som beskrevs av Eef J.M. Arnolds. Galerina caulocystidiata ingår i släktet Galerina, och familjen buktryfflar. Arten har ej påträffats i Sverige.